# Pedicellocyathus
Genre
Pedicellocyathus est un genre de coraux durs de la famille des Stenocyathidae.

## Liste d'espèces
Le genre Pedicellocyathus comprend les espèces suivantes :
Selon World Register of Marine Species (13 juillet 2015) :
- Pedicellocyathus keyesi Cairns, 1995